# Promozione Puglia 1984-1985
Nella stagione 1984-1985 la Promozione era sesto livello del calcio italiano (il massimo livello regionale). Qui vi sono le statistiche relative al campionato in Puglia.
Il campionato è strutturato in vari gironi all'italiana su base regionale, gestiti dai Comitati Regionali di competenza. Promozioni alla categoria superiore e retrocessioni in quella inferiore non erano sempre omogenee; erano quantificate all'inizio del campionato dal Comitato Regionale secondo le direttive stabilite dalla Lega Nazionale Dilettanti, ma flessibili, in relazione al numero delle società retrocesse dal Campionato Interregionale e perciò, a seconda delle varie situazioni regionali, la fine del campionato poteva avere degli spareggi sia di promozione che di retrocessione.

## Girone A

### Squadre partecipanti
| Club                      | Città                      |
| ------------------------- | -------------------------- |
| A.S.C. Acquaviva          | Acquaviva delle Fonti (BA) |
| F.C. Altamura Calcio      | Altamura (BA)              |
| U.S. Bitonto              | Bitonto (BA)               |
| S.S. Canosa               | Canosa di Puglia (BA)      |
| A.S. Castellana           | Castellana Grotte (BA)     |
| C.G. Cerignola            | Cerignola (FG)             |
| A.S. Gravina              | Gravina di Puglia (BA)     |
| Pol. Mola                 | Mola di Bari (BA)          |
| Molfetta Sportiva         | Molfetta (BA)              |
| Pol. Noci                 | Noci (BA)                  |
| A.S. Real Barletta        | Barletta (BA)              |
| U.S. Rutigliano           | Rutigliano (BA)            |
| Pol. Sammarco             | San Marco in Lamis (FG)    |
| A.C. San Giovanni Rotondo | San Giovanni Rotondo (FG)  |
| G.S. Santeramo Calcio     | Santeramo in Colle (BA)    |
| A.C. Triggiano            | Triggiano (BA)             |

### Classifica finale
|  | Pos. | Squadra              | Pt  | G   | V   | N   | P   | GF  | GS  | DR  |
|  | ---- | -------------------- | --- | --- | --- | --- | --- | --- | --- | --- |
|  | 1.   | Canosa               | 43  | 30  | 15  | 13  | 2   | 40  | 16  | +24 |
|  | 2.   | Bitonto              | 40  | 30  | 16  | 8   | 6   | 46  | 28  | +18 |
|  | 3.   | Triggiano            | 39  | 30  | 15  | 9   | 6   | 56  | 27  | +29 |
|  | 4.   | Cerignola            | 39  | 30  | 13  | 13  | 4   | 49  | 25  | +24 |
|  | 5.   | Noci                 | 36  | 30  | 15  | 6   | 9   | 39  | 28  | +11 |
|  | 6.   | San Giovanni Rotondo | 31  | 30  | 10  | 11  | 9   | 32  | 41  | -9  |
|  | 7.   | Molfetta             | 30  | 30  | 12  | 6   | 12  | 45  | 38  | +7  |
|  | 8.   | Santeramo Calcio     | 29  | 30  | 10  | 9   | 11  | 29  | 33  | -4  |
|  | 9.   | Real Barletta        | 28  | 30  | 8   | 12  | 10  | 26  | 33  | -7  |
|  | 10.  | Acquaviva            | 28  | 30  | 11  | 6   | 13  | 35  | 46  | -11 |
|  | 11.  | Mola                 | 26  | 30  | 9   | 8   | 13  | 29  | 36  | -7  |
|  | 12.  | Altamura             | 26  | 30  | 9   | 8   | 13  | 28  | 38  | -10 |
|  | 13.  | Castellana           | 25  | 30  | 8   | 9   | 13  | 32  | 42  | -10 |
|  | 14.  | Gravina              | 25  | 30  | 6   | 13  | 11  | 25  | 32  | -7  |
|  | 15.  | Rutigliano           | 22  | 30  | 5   | 12  | 13  | 28  | 43  | -15 |
|  | 16.  | Sammarco (-1)        | 12  | 30  | 3   | 7   | 20  | 18  | 51  | -33 |
|  |      |                      | 479 | 480 | 165 | 150 | 165 | 558 | 558 | 0   |

Legenda:

         Promosso nel Campionato Interregionale 1985-1986.
         Retrocesso in Prima Categoria 1985-1986.
Note:
Due punti a vittoria, uno a pareggio, zero a sconfitta.
Il Sammarco è stato penalizzato con la sottrazione di 1 punto in classifica.

## Girone B

### Squadre partecipanti
| Club                               | Città                      |
| ---------------------------------- | -------------------------- |
| Pol. Carovigno                     | Carovigno (BR)             |
| A.C. Copertino                     | Copertino (LE)             |
| S.S. Francavilla Calcio            | Francavilla Fontana (BR)   |
| A.C. Virtus Gallipoli              | Gallipoli (LE)             |
| A.S. Ginosa                        | Ginosa (TA)                |
| A.C. Juventus Club Parola Carmiano | Carmiano (LE)              |
| U.S. Lorenzo Mariano               | Scorrano (LE)              |
| A.C. Massafra                      | Massafra (TA)              |
| Pol. Matino                        | Matino (LE)                |
| U.S. Poggiardo                     | Poggiardo (LE)             |
| S.S. Racale                        | Racale (LE)                |
| F.C. Real Taranto                  | Taranto                    |
| Pol. San Pietro                    | San Pietro Vernotico (BR)  |
| U.S. San Vito                      | San Vito dei Normanni (BR) |
| U.S. Squinzano                     | Squinzano (LE)             |
| A.S. Veglie                        | Veglie (LE)                |

### Classifica finale
|  | Pos. | Squadra                  | Pt  | G   | V   | N   | P   | GF  | GS  | DR  |
|  | ---- | ------------------------ | --- | --- | --- | --- | --- | --- | --- | --- |
|  | 1.   | Matino                   | 47  | 30  | 19  | 9   | 2   | 48  | 14  | +34 |
|  | 2.   | San Pietro Vernotico     | 40  | 30  | 14  | 12  | 4   | 33  | 17  | +16 |
|  | 3.   | Virtus Gallipoli         | 39  | 30  | 14  | 11  | 5   | 34  | 15  | +19 |
|  | 4.   | San Vito Normanni        | 37  | 30  | 11  | 15  | 4   | 35  | 22  | +13 |
|  | 5.   | Ginosa                   | 33  | 30  | 12  | 9   | 9   | 33  | 28  | +5  |
|  | 6.   | Carovigno                | 33  | 30  | 12  | 9   | 9   | 34  | 30  | +4  |
|  | 7.   | Massafra                 | 32  | 30  | 11  | 10  | 9   | 31  | 28  | +3  |
|  | 8.   | Real Taranto             | 31  | 30  | 10  | 11  | 9   | 37  | 29  | +8  |
|  | 9.   | Francavilla              | 30  | 30  | 9   | 12  | 9   | 37  | 33  | +4  |
|  | 10.  | Poggiardo (-3)           | 26  | 30  | 5   | 16  | 9   | 30  | 39  | -9  |
|  | 11.  | Lorenzo Mariano          | 25  | 30  | 6   | 13  | 11  | 20  | 27  | -7  |
|  | 12.  | Copertino                | 25  | 30  | 7   | 11  | 12  | 26  | 40  | -14 |
|  | 13.  | Juventus Parola Carmiano | 24  | 30  | 7   | 10  | 13  | 28  | 39  | -11 |
|  | 14.  | Veglie                   | 24  | 30  | 5   | 14  | 11  | 26  | 33  | -7  |
|  | 15.  | Racale                   | 23  | 30  | 7   | 9   | 14  | 24  | 43  | -19 |
|  | 16.  | Squinzano                | 23  | 30  | 2   | 7   | 21  | 26  | 65  | -39 |
|  |      |                          | 480 | 480 | 151 | 178 | 151 | 504 | 504 | 0   |

Legenda:

         Promosso nel Campionato Interregionale 1985-1986.
         Retrocesso in Prima Categoria 1985-1986.
Note:
Due punti a vittoria, uno a pareggio, zero a sconfitta.
Il Poggiardo è stato penalizzato con la sottrazione di 3 punti in classifica.